# Mistrovství Evropy v basketbalu mužů 1999
31. mistrovství Evropy  v basketbalu proběhlo ve dnech 21. června – 3. července ve Francii.
Turnaje se zúčastnilo 16 týmů, rozdělených do čtyř čtyřčlenných skupin. První tři družstva postoupila do dvou osmifinálových skupin z nichž nejlepší čtyři družstva se kvalifikovala do Play off. Titul mistra Evropy získal tým Itálie.

## Výsledky a tabulky

### Základní skupiny

#### Skupina A
|    |            | YUG   | FRA   | ISR   | MKD   | V | P | Skóre   | B |
| 1. | Jugoslávie | ***   | 63:52 | 81:61 | 83:68 | 3 | 0 | 227:181 | 6 |
| 2. | Francie    | 52:63 | ***   | 77:66 | 71:67 | 2 | 1 | 200:196 | 5 |
| 3. | Izrael     | 61:81 | 66:77 | ***   | 64:62 | 1 | 2 | 191:220 | 4 |
| 4. | Makedonie  | 68:83 | 67:71 | 62:64 | ***   | 0 | 3 | 197:218 | 3 |

#### Skupina B
|    |           | RUS   | ESP   | SLO   | HUN   | V | P | Skóre   | B |
| 1. | Rusko     | ***   | 69:72 | 68:47 | 73:72 | 2 | 1 | 210:191 | 5 |
| 2. | Španělsko | 72:69 | ***   | 75:85 | 84:75 | 2 | 1 | 231:229 | 5 |
| 3. | Slovinsko | 47:68 | 85:75 | ***   | 72:66 | 2 | 1 | 104:109 | 5 |
| 4. | Maďarsko  | 72:73 | 75:84 | 66:72 | ***   | 0 | 3 | 213:229 | 3 |

#### Skupina C
|    |              | TUR   | ITA   | CRO   | BIH   | V | P | Skóre   | B |
| 1. | Turecko      | ***   | 61:64 | 70:63 | 57:42 | 2 | 1 | 188:169 | 5 |
| 2. | Itálie       | 64:61 | ***   | 68:70 | 54:59 | 2 | 1 | 196:190 | 5 |
| 3. | Chorvatsko   | 63:70 | 70:68 | ***   | 65:59 | 2 | 1 | 198:187 | 5 |
| 4. | Bosna a Her. | 42:57 | 59:64 | 59:65 | ***   | 0 | 3 | 160:186 | 3 |

#### Skupina D
|    |         | CZE   | GER   | LIT   | GRE   | V | P | Skóre   | B |
| 1. | Česko   | ***   | 68:77 | 78:62 | 83:72 | 2 | 1 | 229:211 | 5 |
| 2. | Německo | 77:68 | ***   | 74:84 | 59:58 | 2 | 1 | 210:210 | 5 |
| 3. | Litva   | 62:78 | 84:74 | ***   | 82:64 | 2 | 1 | 228:216 | 5 |
| 4. | Řecko   | 72:83 | 58:59 | 64:82 | ***   | 0 | 3 | 194:224 | 3 |

#### Osmifinále A
|    |            | YUG    | FRA    | RUS    | ESP    | ISR    | SLO    | V | P | Skóre   | B  |
| 1. | Jugoslávie | ***    | 63:52* | 68:76  | 77:63  | 81:61* | 71:66  | 5 | 1 | 443:386 | 11 |
| 2. | Francie    | 52:63* | ***    | 66:62  | 74:57  | 77:66* | 74:69  | 5 | 1 | 414:384 | 11 |
| 3. | Rusko      | 76:68  | 62:66  | ***    | 69:72* | 93:84p | 68:47* | 4 | 2 | 441:409 | 10 |
| 4. | Španělsko  | 63:77  | 57:74  | 72:69* | ***    | 88:74  | 75:85* | 3 | 3 | 439:454 | 9  |
| 5. | Izrael     | 61:81* | 66:77* | 84:93  | 74:88  | ***    | 67:66  | 2 | 4 | 416:467 | 8  |
| 6. | Slovinsko  | 66:71  | 69:74  | 47:68* | 85:75* | 66:67  | ***    | 2 | 4 | 405:421 | 8  |

- s hvězdičkou = zápasy ze základní skupiny.

#### Osmifinále B
|    |            | LIT    | ITA    | TUR    | GER    | CRO    | CZE    | V | P | Skóre   | B  |
| 1. | Litva      | ***    | 74:62  | 74:48  | 84:74* | 91:75  | 62:78* | 5 | 1 | 467:401 | 11 |
| 2. | Itálie     | 62:74  | ***    | 64:6*1 | 74:53  | 68:70* | 95:68  | 4 | 2 | 427:385 | 10 |
| 3. | Turecko    | 48:74  | 61:64* | ***    | 63:55  | 70:63* | 78:73  | 4 | 2 | 377:371 | 10 |
| 4. | Německo    | 74:84* | 53:74  | 55:63  | ***    | 102:85 | 77:68* | 3 | 3 | 420:432 | 9  |
| 5. | Chorvatsko | 75:91  | 70:68  | 63:70* | 85:102 | ***    | 86:64  | 3 | 3 | 444:454 | 9  |
| 6. | Česko      | 78:62* | 68:95  | 73:78  | 68:77* | 64:86  | ***    | 2 | 4 | 434:470 | 8  |

- s hvězdičkou = zápasy ze základní skupiny.

### Čtvrtfinále
| 1. července 1999 14:00 | Zpráva | Rusko                      | 79 – 102 | Itálie             |  | Palais Omnisports de Paris-Bercy, Paříž Počet diváků: 8 000 Rozhodčí: Carl Jungebrand (FIN), Pascal Dorizon (FRA) |
| 1. července 1999 14:00 | Zpráva | Skóre po poločasech: 40:49 |          |                    |  | Palais Omnisports de Paris-Bercy, Paříž Počet diváků: 8 000 Rozhodčí: Carl Jungebrand (FIN), Pascal Dorizon (FRA) |
| 1. července 1999 14:00 | Zpráva | Karasev 22                 | Body     | Myers 22           |  | Palais Omnisports de Paris-Bercy, Paříž Počet diváků: 8 000 Rozhodčí: Carl Jungebrand (FIN), Pascal Dorizon (FRA) |
| 1. července 1999 14:00 | Zpráva | Nosov 13                   | Dosk.    | Galanda 5          |  | Palais Omnisports de Paris-Bercy, Paříž Počet diváků: 8 000 Rozhodčí: Carl Jungebrand (FIN), Pascal Dorizon (FRA) |
| 1. července 1999 14:00 | Zpráva | Karasev, Nosov 3           | Asist.   | De Pol, Meneghin 5 |  | Palais Omnisports de Paris-Bercy, Paříž Počet diváků: 8 000 Rozhodčí: Carl Jungebrand (FIN), Pascal Dorizon (FRA) |

| 1. července 1999 16:15 | Zpráva | Jugoslávie                 | 78 – 68 | Německo      |  | Palais Omnisports de Paris-Bercy, Paříž Počet diváků: 12 000 Rozhodčí: Romualdas Brazauskas (LTU), Recep Ankaralı (TUR) |
| 1. července 1999 16:15 | Zpráva | Skóre po poločasech: 38:35 |         |              |  | Palais Omnisports de Paris-Bercy, Paříž Počet diváků: 12 000 Rozhodčí: Romualdas Brazauskas (LTU), Recep Ankaralı (TUR) |
| 1. července 1999 16:15 | Zpráva | Šćepanović 17              | Body    | Femerling 13 |  | Palais Omnisports de Paris-Bercy, Paříž Počet diváků: 12 000 Rozhodčí: Romualdas Brazauskas (LTU), Recep Ankaralı (TUR) |
| 1. července 1999 16:15 | Zpráva | Tomašević 7                | Dosk.   | Nowitzki 5   |  | Palais Omnisports de Paris-Bercy, Paříž Počet diváků: 12 000 Rozhodčí: Romualdas Brazauskas (LTU), Recep Ankaralı (TUR) |
| 1. července 1999 16:15 | Zpráva | Bodiroga 7                 | Asist.  | Bogojevič 6  |  | Palais Omnisports de Paris-Bercy, Paříž Počet diváků: 12 000 Rozhodčí: Romualdas Brazauskas (LTU), Recep Ankaralı (TUR) |

| 1. července 1999 18:30 | Zpráva | Francie                    | 66 – 63 | Turecko     |  | Palais Omnisports de Paris-Bercy, Paříž Počet diváků: 14 000 Rozhodčí: Reuven Virovnik (ISR), Iztok Rems (SLO) |
| 1. července 1999 18:30 | Zpráva | Skóre po poločasech: 31:31 |         |             |  | Palais Omnisports de Paris-Bercy, Paříž Počet diváků: 14 000 Rozhodčí: Reuven Virovnik (ISR), Iztok Rems (SLO) |
| 1. července 1999 18:30 | Zpráva | Rigaudeau 18               | Body    | Türkoğlu 17 |  | Palais Omnisports de Paris-Bercy, Paříž Počet diváků: 14 000 Rozhodčí: Reuven Virovnik (ISR), Iztok Rems (SLO) |
| 1. července 1999 18:30 | Zpráva | Bilba 8                    | Dosk.   | Beşok 8     |  | Palais Omnisports de Paris-Bercy, Paříž Počet diváků: 14 000 Rozhodčí: Reuven Virovnik (ISR), Iztok Rems (SLO) |
| 1. července 1999 18:30 | Zpráva | 3 hráči 2                  | Asist.  | Tunçeri 5   |  | Palais Omnisports de Paris-Bercy, Paříž Počet diváků: 14 000 Rozhodčí: Reuven Virovnik (ISR), Iztok Rems (SLO) |

| 1. července 1999 20:45 | Zpráva | Španělsko                  | 74 – 72 | Litva           |  | Palais Omnisports de Paris-Bercy, Paříž Počet diváků: 12 000 Rozhodčí: Stefano Cazzaro (ITA), Petr Sudek (SVK) |
| 1. července 1999 20:45 | Zpráva | Skóre po poločasech: 34:31 |         |                 |  | Palais Omnisports de Paris-Bercy, Paříž Počet diváků: 12 000 Rozhodčí: Stefano Cazzaro (ITA), Petr Sudek (SVK) |
| 1. července 1999 20:45 | Zpráva | Herreros 28                | Body    | Jasikevičius 22 |  | Palais Omnisports de Paris-Bercy, Paříž Počet diváků: 12 000 Rozhodčí: Stefano Cazzaro (ITA), Petr Sudek (SVK) |
| 1. července 1999 20:45 | Zpráva | 3 hráči 5                  | Dosk.   | Žukauskas 6     |  | Palais Omnisports de Paris-Bercy, Paříž Počet diváků: 12 000 Rozhodčí: Stefano Cazzaro (ITA), Petr Sudek (SVK) |
| 1. července 1999 20:45 | Zpráva | Rodríguez 5                | Asist.  | Maskoliūnas 5   |  | Palais Omnisports de Paris-Bercy, Paříž Počet diváků: 12 000 Rozhodčí: Stefano Cazzaro (ITA), Petr Sudek (SVK) |

### Semifinále
| 2. července 1999 18:30 | Zpráva | Francie                    | 63 – 70 | Španělsko   |  | Palais Omnisports de Paris-Bercy, Paříž Počet diváků: 14 000 Rozhodčí: Carl Jungebrand (FIN), Petr Sudek (SVK) |
| 2. července 1999 18:30 | Zpráva | Skóre po poločasech: 29:31 |         |             |  | Palais Omnisports de Paris-Bercy, Paříž Počet diváků: 14 000 Rozhodčí: Carl Jungebrand (FIN), Petr Sudek (SVK) |
| 2. července 1999 18:30 | Zpráva | Bilba 11                   | Body    | Herreros 29 |  | Palais Omnisports de Paris-Bercy, Paříž Počet diváků: 14 000 Rozhodčí: Carl Jungebrand (FIN), Petr Sudek (SVK) |
| 2. července 1999 18:30 | Zpráva | Bilba, Gadou 4             | Dosk.   | Reyes 9     |  | Palais Omnisports de Paris-Bercy, Paříž Počet diváků: 14 000 Rozhodčí: Carl Jungebrand (FIN), Petr Sudek (SVK) |
| 2. července 1999 18:30 | Zpráva | Rigaudeau 4                | Asist.  | Rodríguez 6 |  | Palais Omnisports de Paris-Bercy, Paříž Počet diváků: 14 000 Rozhodčí: Carl Jungebrand (FIN), Petr Sudek (SVK) |

| 2. července 1999 20:45 | Zpráva | Itálie                     | 71 – 62 | Jugoslávie  |  | Palais Omnisports de Paris-Bercy, Paříž Počet diváků: 13 000 Rozhodčí: Reuven Virovnik (ISR), Romualdas Brazauskas (LTU) |
| 2. července 1999 20:45 | Zpráva | Skóre po poločasech: 37:23 |         |             |  | Palais Omnisports de Paris-Bercy, Paříž Počet diváků: 13 000 Rozhodčí: Reuven Virovnik (ISR), Romualdas Brazauskas (LTU) |
| 2. července 1999 20:45 | Zpráva | Fučka 17                   | Body    | Bodiroga 17 |  | Palais Omnisports de Paris-Bercy, Paříž Počet diváků: 13 000 Rozhodčí: Reuven Virovnik (ISR), Romualdas Brazauskas (LTU) |
| 2. července 1999 20:45 | Zpráva | Fučka, Galanda 5           | Dosk.   | Bodiroga 13 |  | Palais Omnisports de Paris-Bercy, Paříž Počet diváků: 13 000 Rozhodčí: Reuven Virovnik (ISR), Romualdas Brazauskas (LTU) |
| 2. července 1999 20:45 | Zpráva | Abbio, Myers 4             | Asist.  | 3 hráči 2   |  | Palais Omnisports de Paris-Bercy, Paříž Počet diváků: 13 000 Rozhodčí: Reuven Virovnik (ISR), Romualdas Brazauskas (LTU) |

### Finále
| 3. července 1999 18:00 | Zpráva | Španělsko                  | 56 – 64 | Itálie          |  | Palais Omnisports de Paris-Bercy, Paříž Počet diváků: 14 000 Rozhodčí: Iztok Rems (SLO), Pascal Dorizon (FRA) |
| 3. července 1999 18:00 | Zpráva | Skóre po poločasech: 24:32 |         |                 |  | Palais Omnisports de Paris-Bercy, Paříž Počet diváků: 14 000 Rozhodčí: Iztok Rems (SLO), Pascal Dorizon (FRA) |
| 3. července 1999 18:00 | Zpráva | Corrales 15                | Body    | Myers 18        |  | Palais Omnisports de Paris-Bercy, Paříž Počet diváků: 14 000 Rozhodčí: Iztok Rems (SLO), Pascal Dorizon (FRA) |
| 3. července 1999 18:00 | Zpráva | Dueñas 11                  | Dosk.   | Fučka 10        |  | Palais Omnisports de Paris-Bercy, Paříž Počet diváků: 14 000 Rozhodčí: Iztok Rems (SLO), Pascal Dorizon (FRA) |
| 3. července 1999 18:00 | Zpráva | Corrales 6                 | Asist.  | Basile, Fučka 2 |  | Palais Omnisports de Paris-Bercy, Paříž Počet diváků: 14 000 Rozhodčí: Iztok Rems (SLO), Pascal Dorizon (FRA) |

### O 3. místo
| 3. července 1999 15:45 | Zpráva | Francie                    | 62 – 74 | Jugoslávie |  | Palais Omnisports de Paris-Bercy, Paříž Počet diváků: 14 000 Rozhodčí: Miguel Angel Betancor (ESP), Stefano Cazzaro (ITA) |
| 3. července 1999 15:45 | Zpráva | Skóre po poločasech: 26:33 |         |            |  | Palais Omnisports de Paris-Bercy, Paříž Počet diváků: 14 000 Rozhodčí: Miguel Angel Betancor (ESP), Stefano Cazzaro (ITA) |
| 3. července 1999 15:45 | Zpráva | Rigaudeau 16               | Body    | Divac 19   |  | Palais Omnisports de Paris-Bercy, Paříž Počet diváků: 14 000 Rozhodčí: Miguel Angel Betancor (ESP), Stefano Cazzaro (ITA) |
| 3. července 1999 15:45 | Zpráva | Bilba, Weis 6              | Dosk.   | Lončar 7   |  | Palais Omnisports de Paris-Bercy, Paříž Počet diváků: 14 000 Rozhodčí: Miguel Angel Betancor (ESP), Stefano Cazzaro (ITA) |
| 3. července 1999 15:45 | Zpráva | 3 hráči 2                  | Asist.  | Bodiroga 5 |  | Palais Omnisports de Paris-Bercy, Paříž Počet diváků: 14 000 Rozhodčí: Miguel Angel Betancor (ESP), Stefano Cazzaro (ITA) |

### O 5. - 8. místo
| 4. července 1999 14:00 | Zpráva | Rusko                      | 74 – 70 | Německo            |  | Palais Omnisports de Paris-Bercy, Paříž Rozhodčí: Iztok Rems (SLO), Philippe Leemann (SUI) |
| 4. července 1999 14:00 | Zpráva | Skóre po poločasech: 40:24 |         |                    |  | Palais Omnisports de Paris-Bercy, Paříž Rozhodčí: Iztok Rems (SLO), Philippe Leemann (SUI) |
| 4. července 1999 14:00 | Zpráva | Kudelin 19                 | Body    | Nowitzki 15        |  | Palais Omnisports de Paris-Bercy, Paříž Rozhodčí: Iztok Rems (SLO), Philippe Leemann (SUI) |
| 4. července 1999 14:00 | Zpráva | Avlejev 9                  | Dosk.   | Nowitzki 4         |  | Palais Omnisports de Paris-Bercy, Paříž Rozhodčí: Iztok Rems (SLO), Philippe Leemann (SUI) |
| 4. července 1999 14:00 | Zpráva | E. Pašutin 4               | Asist.  | Bogojevič, Tomic 5 |  | Palais Omnisports de Paris-Bercy, Paříž Rozhodčí: Iztok Rems (SLO), Philippe Leemann (SUI) |

| 2. července 1999 16:15 | Zpráva | Turecko                    | 56 – 80 | Litva                 |  | Palais Omnisports de Paris-Bercy, Paříž Rozhodčí: Miguel Angel Betancor (ESP), Pascal Dorizon (FRA) |
| 2. července 1999 16:15 | Zpráva | Skóre po poločasech: 24:38 |         |                       |  | Palais Omnisports de Paris-Bercy, Paříž Rozhodčí: Miguel Angel Betancor (ESP), Pascal Dorizon (FRA) |
| 2. července 1999 16:15 | Zpráva | Okur 14                    | Body    | Praškevičius 16       |  | Palais Omnisports de Paris-Bercy, Paříž Rozhodčí: Miguel Angel Betancor (ESP), Pascal Dorizon (FRA) |
| 2. července 1999 16:15 | Zpráva | Okur 10                    | Dosk.   | Karnišovas, Sabonis 7 |  | Palais Omnisports de Paris-Bercy, Paříž Rozhodčí: Miguel Angel Betancor (ESP), Pascal Dorizon (FRA) |
| 2. července 1999 16:15 | Zpráva | 4 hráči 2                  | Asist.  | Karnišovas 6          |  | Palais Omnisports de Paris-Bercy, Paříž Rozhodčí: Miguel Angel Betancor (ESP), Pascal Dorizon (FRA) |

### O 5. místo
| 3. července 1999 13:30 | Zpráva | Rusko                      | 72 – 103 | Litva               |  | Palais Omnisports de Paris-Bercy, Paříž Rozhodčí: Peter Klingbiel (GER), Recep Ankaralı (TUR) |
| 3. července 1999 13:30 | Zpráva | Skóre po poločasech: 33:42 |          |                     |  | Palais Omnisports de Paris-Bercy, Paříž Rozhodčí: Peter Klingbiel (GER), Recep Ankaralı (TUR) |
| 3. července 1999 13:30 | Zpráva | Kudelin 23                 | Body     | Karnišovas 18       |  | Palais Omnisports de Paris-Bercy, Paříž Rozhodčí: Peter Klingbiel (GER), Recep Ankaralı (TUR) |
| 3. července 1999 13:30 | Zpráva | Nosov 7                    | Dosk.    | Einikis, Masiulis 6 |  | Palais Omnisports de Paris-Bercy, Paříž Rozhodčí: Peter Klingbiel (GER), Recep Ankaralı (TUR) |
| 3. července 1999 13:30 | Zpráva | 3 hráči 2                  | Asist.   | Marčiulionis 7      |  | Palais Omnisports de Paris-Bercy, Paříž Rozhodčí: Peter Klingbiel (GER), Recep Ankaralı (TUR) |

### O 7. místo
| 3. července 1999 11:15 | Zpráva | Německo                    | 86 – 67 | Turecko     |  | Palais Omnisports de Paris-Bercy, Paříž Rozhodčí: Armand de Keyser (BEL), Milivoje Jovčić (YUG) |
| 3. července 1999 11:15 | Zpráva | Skóre po poločasech: 48:36 |         |             |  | Palais Omnisports de Paris-Bercy, Paříž Rozhodčí: Armand de Keyser (BEL), Milivoje Jovčić (YUG) |
| 3. července 1999 11:15 | Zpráva | Femerling 18               | Body    | Türkoğlu 15 |  | Palais Omnisports de Paris-Bercy, Paříž Rozhodčí: Armand de Keyser (BEL), Milivoje Jovčić (YUG) |
| 3. července 1999 11:15 | Zpráva | Okulaja 7                  | Dosk.   | Okur 11     |  | Palais Omnisports de Paris-Bercy, Paříž Rozhodčí: Armand de Keyser (BEL), Milivoje Jovčić (YUG) |
| 3. července 1999 11:15 | Zpráva | Bogojevič 5                | Asist.  | Tunçeri 4   |  | Palais Omnisports de Paris-Bercy, Paříž Rozhodčí: Armand de Keyser (BEL), Milivoje Jovčić (YUG) |

## Soupisky
1.  Itálie 
| - Davide Bonora - Gianluca Basile - Giacomo Galanda | - Gregor Fučka - Denis Marconato - Alessandro de Pol | - Carlton Myers - Andrea Meneghin - Alessandro Abbio | - Michele Mian - Roberto Chiacig - Marcelo Dilglay Damião |

- Trenér: Bogdan Tanjević

2.  Španělsko 
| - Francisco Alberto Angulo Espinosa - José Ignacio Rodilla Gil - Iván Corrales Gordo | - Juan Ignacio Romero Misas - Ignacio Pablo Rodríguez Marín - Carlos Jiménez Sánchez | - Rodrigo de la Fuente Morgado - Alberto Herreros Ros - Roger Esteller Juyol | - Ignacio de Miguel Villa - Alfonso Reyes Cabanas - Roberto Dueñas Hernández |

- Trenér: Manuel Sáinz Márquez

3.  Jugoslávie 
| - Dejan Bodiroga - Predrag Danilović - Saša Obradović | - Nikola Lončar - Milan Gurović - Vlado Šćepanović | - Dragan Lukovski - Peja Stojaković - Vlade Divac | - Dragan Tarlać - Dejan Tomašević - Milenko Topić |

- Trenér: Željko Obradović

4.  Francie 
| - Moustapha Sonko - Alain Digbeu - Antoine Rigaudeau | - Laurent Foirest - Laurent Sciarra - Tariq Abdul-Wahad | - Stéphane Risacher - Thierry Gadou - Cyril Julian | - Frédéric Weis - Jim Bilba - Ronnie Smith |

- Trenér: Jean-Pierre de Vincenzi.

5.  Litva 
| - Šarūnas Jasikevičius - Mindaugas Žukauskas - Tomas Masiulis | - Saulius Štombergas - Kęstutis Marčiulionis - Eurelijus Žukauskas | - Dainius Adomaitis - Arvydas Sabonis - Artūras Karnišovas | - Darius Maskoliūnas - Gintaras Einikis - Virginijus Praškevičius |

- Trenér: Jonas Kazlauskas.

6.  Rusko 
| - Vasilij Karasjov - Igor Kudelin - Alexandr Petrenko | - Jevgenij Kisurin - Jevgenij Pašutin - Valerij Tichoněnko | - Sergej Babkov - Igor Kurašov - Zachar Pašutin | - Ruslan Avlejev - Sergej Panov - Vitalij Nosov |

- Trenér: Sergej Belov.

7.  Německo 
| - Henrik Rödl - Jörg Lütcke - Kai Nürnberger | - Vladimir Bogojević - Denis Wucherer - Dražan Tomić | - Patrick Femerling - Gerrit Terdenge - Stephen Arigbabu | - Ademola Okulaja - Tim Nees - Dirk Nowitzki |

- Trenér: Henrik Dettmann.

8.  Turecko 
| - Kerem Tunçeri - Hidayet Türkoğlu - Mirsad Türkcan | - Cüneyt Erden - Murat Konuk - Haluk Yıldırım | - İbrahim Kutluay - Mehmet Okur - Hüseyin Beşok | - Tamer Oyguç - Asım Pašćanović “Pars” - Ufuk Sarıca |

- Trenér: Erman Kunter.

9.  Izrael 
| - Nadav Henefeld - Motti Daniel - Guy Goodes | - Shalom “Puppy” Turgeman - Shimon Amsalem - Meir Tapiro | - Oded Kattash - Doron Sheffer - Gur Shelef | - Uri Cohen-Mintz - Tomer Steinhauer - Yoav Saffar |

- Trenér: Shamuel “Muli” Katzurin.

10.  Slovinsko 
| - Jure Zdovc - Walter Jeklin - Jaka Daneu | - Sani Bečirovič - Marijan Kraljevič - Matjaž Tovornik | - Matjaž Smodiš - Goran Jagodnik - Marko Milič | - Ivica Jurkovič - Radoslav Nesterovič - Ervin Dragšič |

- Trenér: Boris Zrinski.

11.  Chorvatsko 
| - Vladimir Krstić - Damir Mulaomerović - Veljko Mršić | - Toni Kukoč - Nikola Prkačin - Gordan Zadravec | - Gordan Giriček - Joško Poljak - Jurica Ružić | - Ivan Tomeljak - Nikola Vujčić - Hrvoje Henjak |

- Trenér: Boško Božić.

12.  Česko 
| - Petr Czudek - Petr Welsch - Vladan Vahala | - Marek Stuchlý - Jiří Welsch - David Klapetek | - Jiří Okáč - Luboš Bartoň - Petr Treml | - Martin Ides - Kamil Novák - Pavel Bečka |

- Trenér: Zdeněk Hummel.

13.  Makedonie 
| - Vrbica Stefanov - Vlado Ilievski - Ðorđi Čekovski | - Mirza Kurtović - Marjan Srbinovski - Igor Michajlovski | - Petar Naumoski - Todor Gečevski - Dejan Jovanovski | - Srđan Stanković - Pero Blaževski - Dušan Bocevski |

- Trenér: Zare Markovski.

14.  Maďarsko 
| - Ernő Sitku - Tamás Bencze - László Kálmán | - Rolland Halm - István Németh - Kornél Dávid | - Tibor Pankár - Zoltán Boros - László Orosz | - Róbert Gulyás - Zalán Mészáros - László Czigler |

- Trenér: Lajos Mészáros.

15.  Bosna a Hercegovina 
| - Nenad Marković - Gordan Firić - Adis Bećiragić | - Samir Lerić - Ivan Opačak - Jasmin Hukić | - Damir Mirković - Tarik Valjevac - Abdurahman Kahrimanović | - Dževad Alihodžić - Elvir Ovčina - Haris Mujezinović |

- Trenér: Sabit Hadžić.

16.  Řecko 
| - Georgios Kalaitzis - Georgios Balogiannis - Nikos Boudouris | - Dimitris Papanikolaou - Georgios Sigalas - Angelos Koronios | - Fragiskos Alvertis - Vasilis Soulis - Iakovos Tsakalidis | - Giannis Giannoulis - Michalis Kakiouzis - Georgios Karagoutis |

- Trenér: Kostas Petropoulos.

## Konečné pořadí
| Pořadí           | Tým          | Z | V | P | Skóre   | B  |
| ---------------- | ------------ | - | - | - | ------- | -- |
| Zlatá medaile    | Itálie       | 9 | 7 | 2 | 664:582 | 16 |
| Stříbrná medaile | Španělsko    | 9 | 5 | 4 | 639:653 | 14 |
| Bronzová medaile | Jugoslávie   | 9 | 7 | 2 | 657:587 | 16 |
| 4.               | Francie      | 9 | 6 | 3 | 605:591 | 15 |
| 5.               | Litva        | 9 | 7 | 2 | 722:603 | 16 |
| 6.               | Rusko        | 9 | 5 | 4 | 666:684 | 14 |
| 7.               | Německo      | 9 | 4 | 5 | 644:651 | 13 |
| 8.               | Turecko      | 9 | 4 | 5 | 563:603 | 13 |
| 9.               | Chorvatsko   | 6 | 3 | 3 | 444:454 | 9  |
| 10.              | Slovinsko    | 6 | 2 | 4 | 405:421 | 8  |
| 11.              | Česko        | 6 | 2 | 4 | 434:470 | 8  |
| 12.              | Izrael       | 6 | 2 | 4 | 416:467 | 8  |
| 13.              | Maďarsko     | 3 | 0 | 3 | 213:229 | 3  |
| 14.              | Makedonie    | 3 | 0 | 3 | 197:218 | 3  |
| 15.              | Bosna a Her. | 3 | 0 | 3 | 160:186 | 3  |
| 16.              | Řecko        | 3 | 0 | 3 | 194:224 | 3  |